# Federico III del Palatinato
Federico III di Simmern, il Pio, elettore palatino del Reno (Simmern, 14 febbraio 1515 – Heidelberg, 26 ottobre 1576), fu un sovrano del casato di Wittelsbach, ramo del Palatinato-Simmern-Sponheim. Era un figlio di Giovanni II di Simmern ed ereditò il Palatinato dall'elettore Ottone Enrico (Ottheinrich) senza figli nel 1559. Fu un devoto convertito al calvinismo, rendendolo la religione ufficiale dei suoi domini. Sotto la sua supervisione fu costruito il catechismo di Heidelberg. Il suo sostegno al calvinismo diede al movimento di riforma tedesco un punto d'appoggio nel Sacro Romano Impero.

## Biografia
Fu rigorosamente educato nella fede romana alla corte di suo padre e a Colonia, ma, influenzato da sua moglie, la pia principessa Maria di Brandeburgo, che sposò nel 1537, seguì la Riforma, e nel 1546 fece una pubblica professione della sua fede. Successe a suo padre Giovanni II come duca di Simmern, il 18 maggio 1557, e diventò elettore il 12 febbraio 1559, alla morte di Ottone Enrico. Sotto il suo predecessore rigorosi luterani come Tilemann Heshusius, i melantoniani, e calvinisti avevano trovato un posto nel Palatinato. Nell'estate del 1559 aspre polemiche sorsero tra di loro. Tesi sulla Cena del Signore approntati dal diacono di Heidelberg Wilhelm Klebitz provocarono una polemica aspra tra lui e Heshusius.

## Matrimoni ed eredi
Federico si sposò due volte. La prima volta con Maria, figlia del mangravio Casimiro di Brandeburgo-Bayreuth, dalla quale ebbe i seguenti figli che raggiunsero l'età adulta:
- Alberta (1538-1553);
- Ludovico (1539-1583);
- Elisabetta (1540-1594), sposò Giovanni Federico II di Sassonia;
- Giovanni Casimiro (1543-1592), sposò Elisabetta di Sassonia;
- Dorotea Susanna (1544-1592), sposò Giovanni Guglielmo di Sassonia-Weimar;
- Anna Elisabetta (1549-1609), sposò Filippo II d'Assia-Rheinfels e successivamente Giovanni Augusto del Palatinato-Lützelstein;
- Cristoforo (1551-1574);
- Carlo (1552-1555);
- Cunegonda Jakobäa (1556-1586), sposò Giovanni di Nassau-Katzenelnbogen, Dillenburg, Vianden e Dietz.

La seconda voltà sposò Amalia, vedova di Enrico I di Brederode, dalla quale non ebbe figli.

## Ascendenza
|                                    |                  |                                   | Genitori                       |  |  | Nonni |  |  | Bisnonni                          |  |  | Trisnonni                                  |  |
|                                    |                  |                                   |                                |  |  |       |  |  | Federico I del Palatinato-Simmern |  |  | Stefano del Palatinato-Simmern-Zweibrücken |  |
|                                    |                  |                                   |                                |  |  |       |  |  | Federico I del Palatinato-Simmern |  |  | Stefano del Palatinato-Simmern-Zweibrücken |  |
|                                    |                  | Anna di Veldenz                   |                                |  |  |       |  |  | Federico I del Palatinato-Simmern |  |  |                                            |  |
| Giovanni I del Palatinato-Simmern  |                  |                                   |                                |  |  |       |  |  | Federico I del Palatinato-Simmern |  |  |                                            |  |
|                                    |                  | Margherita di Gheldria            | Arnoldo di Gheldria            |  |  |       |  |  |                                   |  |  |                                            |  |
|                                    |                  | Margherita di Gheldria            | Arnoldo di Gheldria            |  |  |       |  |  |                                   |  |  |                                            |  |
|                                    |                  | Margherita di Gheldria            | Caterina di Kleve              |  |  |       |  |  |                                   |  |  |                                            |  |
| Giovanni II del Palatinato-Simmern |                  | Margherita di Gheldria            |                                |  |  |       |  |  |                                   |  |  |                                            |  |
|                                    |                  | Giovanni II di Nassau-Saarbrücken | Filippo I di Nassau-Weilburg   |  |  |       |  |  |                                   |  |  |                                            |  |
|                                    |                  | Giovanni II di Nassau-Saarbrücken | Filippo I di Nassau-Weilburg   |  |  |       |  |  |                                   |  |  |                                            |  |
|                                    |                  | Giovanni II di Nassau-Saarbrücken | Elisabetta di Lorena-Vaudémont |  |  |       |  |  |                                   |  |  |                                            |  |
| Giovanna di Nassau-Saarbrücken     |                  | Giovanni II di Nassau-Saarbrücken |                                |  |  |       |  |  |                                   |  |  |                                            |  |
|                                    |                  | Giovanna di Loon-Heinsberg        | Giovanni IV di Loon-Heinsberg  |  |  |       |  |  |                                   |  |  |                                            |  |
|                                    |                  | Giovanna di Loon-Heinsberg        | Giovanni IV di Loon-Heinsberg  |  |  |       |  |  |                                   |  |  |                                            |  |
|                                    |                  | Giovanna di Loon-Heinsberg        | Giovanna di Diest              |  |  |       |  |  |                                   |  |  |                                            |  |
| Federico III del Palatinato        |                  | Giovanna di Loon-Heinsberg        |                                |  |  |       |  |  |                                   |  |  |                                            |  |
|                                    | Carlo I di Baden | Giacomo I di Baden                |                                |  |  |       |  |  |                                   |  |  |                                            |  |
|                                    | Carlo I di Baden | Giacomo I di Baden                |                                |  |  |       |  |  |                                   |  |  |                                            |  |
|                                    | Carlo I di Baden | Caterina di Lorena                |                                |  |  |       |  |  |                                   |  |  |                                            |  |
| Cristoforo I di Baden              | Carlo I di Baden |                                   |                                |  |  |       |  |  |                                   |  |  |                                            |  |
|                                    |                  | Caterina d'Austria                | Ernesto I d'Asburgo            |  |  |       |  |  |                                   |  |  |                                            |  |
|                                    |                  | Caterina d'Austria                | Ernesto I d'Asburgo            |  |  |       |  |  |                                   |  |  |                                            |  |
|                                    |                  | Caterina d'Austria                | Cimburga di Masovia            |  |  |       |  |  |                                   |  |  |                                            |  |
| Beatrice di Baden                  |                  | Caterina d'Austria                |                                |  |  |       |  |  |                                   |  |  |                                            |  |
|                                    |                  | Filippo II di Katzenelnbogen      | Filippo I di Katzenelnbogen    |  |  |       |  |  |                                   |  |  |                                            |  |
|                                    |                  | Filippo II di Katzenelnbogen      | Filippo I di Katzenelnbogen    |  |  |       |  |  |                                   |  |  |                                            |  |
|                                    |                  | Filippo II di Katzenelnbogen      | Anna di Württemberg            |  |  |       |  |  |                                   |  |  |                                            |  |
| Ottilia von Katzenelnbogen         |                  | Filippo II di Katzenelnbogen      |                                |  |  |       |  |  |                                   |  |  |                                            |  |
|                                    |                  | Ottilia di Nassau-Dillenburg      | Enrico II di Nassau-Dillenburg |  |  |       |  |  |                                   |  |  |                                            |  |
|                                    |                  | Ottilia di Nassau-Dillenburg      | Enrico II di Nassau-Dillenburg |  |  |       |  |  |                                   |  |  |                                            |  |
|                                    |                  | Ottilia di Nassau-Dillenburg      | Genoveva di Virneburg          |  |  |       |  |  |                                   |  |  |                                            |  |
|                                    |                  | Ottilia di Nassau-Dillenburg      |                                |  |  |       |  |  |                                   |  |  |                                            |  |